# Schiermonnikoog
Schiermonnikoog ( kiejtés); fríz nyelven: Skiermûntseach ( kiejtés) a Fríz-szigetek egyike és egyben lakott terület Hollandiában Hollandiában, Frízföld tartományban. Lakosainak száma 931 fő (2021. január 1.).
A 18 kilométer hosszú és négy kilométer széles sziget lakossága a Holland Statisztikai Hivatal adatai szerint 2014. január 1-jén 942 főből állt, és ezzel a legkisebb holland község volt a lakosság száma szerint. A sziget gazdasági élete a turizmusra alapszik, főleg a csend és nyugalom a vonzereje. A szigeten a turisták számára tilos a gépkocsi-közlekedés, az állandó lakosok közül is csak 200-an váltották ki az autó tartásához szükséges speciális engedélyt.
A szigetet évente mintegy 300 ezer turista látogatja (júliusban és augusztusban számuk napi 4000 fő körül mozog), nagy részük egynapos kirándulás céljából, de körülbelül 5500 fő számára szálláslehetőség is van.

## Történelme
A szél és a tengeráramlatok a szigetet alkotó dűnéket állandó mozgásban tartják. 1250-ben a sziget mintegy 2 kilométerre északra feküdt jelenlegi helyzetétől, és alakja is lényegesen különbözött a maitól.
A sziget első írásos említése 1440 októberéből származik, Jó Fülöp burgundi herceg egy okleveléből. Első ismert tulajdonosai a ciszterciek voltak, egy közeli monostoruk, a Klaarkamp apátság révén, ami a szárazföldön, a mai Dantumadiel község területén, Rinsumageest településen volt. A szürke köpenyt viselő ciszterci barátoktól ered a sziget neve is: a „schier” egy régi szó a szürke színre, a „monnik” jelentése barát, szerzetes, az „oog” pedig szintén egy korabeli szó, ami szigetet jelentett. A hely neve magyarul tehát Szürkebarát-sziget.
A hollandiai reformáció idején, 1580-ban a sziget a kolostor tulajdonából Frízföld tartományéba került. A tartományi közigazgatás 1638-ban eladta a területet magánbirtokosoknak. 1640 és 1859 között a Stachouwer-család, 1859 és 1893 a hágai John Eric Banck volt a sziget tulajdonosa. Utóbbi új gátakat építtetett és a homok vándorlását fékező fűvel vettette be a dűnéket. 1893-ban a német gróf Hartwig Arthur von Bernstorff-Wehningen, vásárolta meg a szigetet 200 000 guldenért. Ő tűlevelű erdőket telepíttetett fakitermelés céljából.
A második világháború alatt Schiermonnikoogot a németek szállták meg, akik radarállomást építettek és keskeny vágányú vasutat fektettek le. 1945 áprilisában a megszállókhoz csatlakozott még 120 SS-katona a szárazföldről menekülve. Az utolsó 600 német katonát csak június 11-én szállították el a felszabadító kanadai csapatok.
1945 decemberében a holland állam a szigetet, mint ellenséges tulajdont elkobozta. Utolsó tulajdonosa, gróf Bechtold Eugen von Bernstorff még évtizedekig pereskedett a holland állammal, és 1983-ban kapott is egy szerény, 80 000 német márkás kárpótlást.

## Földrajza
Schiermonnikoog Eemsmond, Dongeradeel, De Marne és Ameland községekkel határos.
Schiermonnikoog az Északi-tenger és a belső Watt-tenger között fekszik. Nyugati szomszédja Ameland, keletre tőle Rottumerplaat szigete és a Balg homokzátony terül el. Teljes hossza 18 km, a szigeten 30 km kerékpárút van.
A sziget nyugati partját folyamatosan erodálják a tenger hullámai, míg a keleti végén homok és iszap rakódik le, aminek következtében a sziget egésze kelet felé mozog. 2006-ban ennek megfelelően a közigazgatási határokat is korrigálták.
Schiermonnikoog szigetének belsejét gátrendszer védi a vihardagálytól. A hivatalos adatok szerint ezt a gátrendszert csak 2000 éveként egyszer előforduló nagyságú vihardagály lépheti át. 2013-ban azonban új vizsgálatok azt állapították meg, hogy az elárasztás veszélye 350 évenkénti egy alkalomra növekedett.
A sziget egyetlen falva is a Schiermonnikoog nevet viseli; ez Hollandia legészakibb települése. 1719-ben épült, amikor az előző, Westerburen nevű falut fokozatosan elmosta a tenger. A település helyi neve ezért Aisterbun azaz Oosterburen vagy egyszerűen csak Darp (Dorp, azaz falu). A település központjának városképe védett.

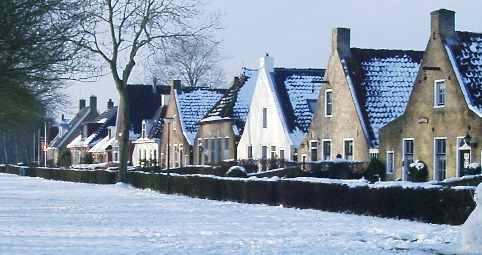
A falu téli képe
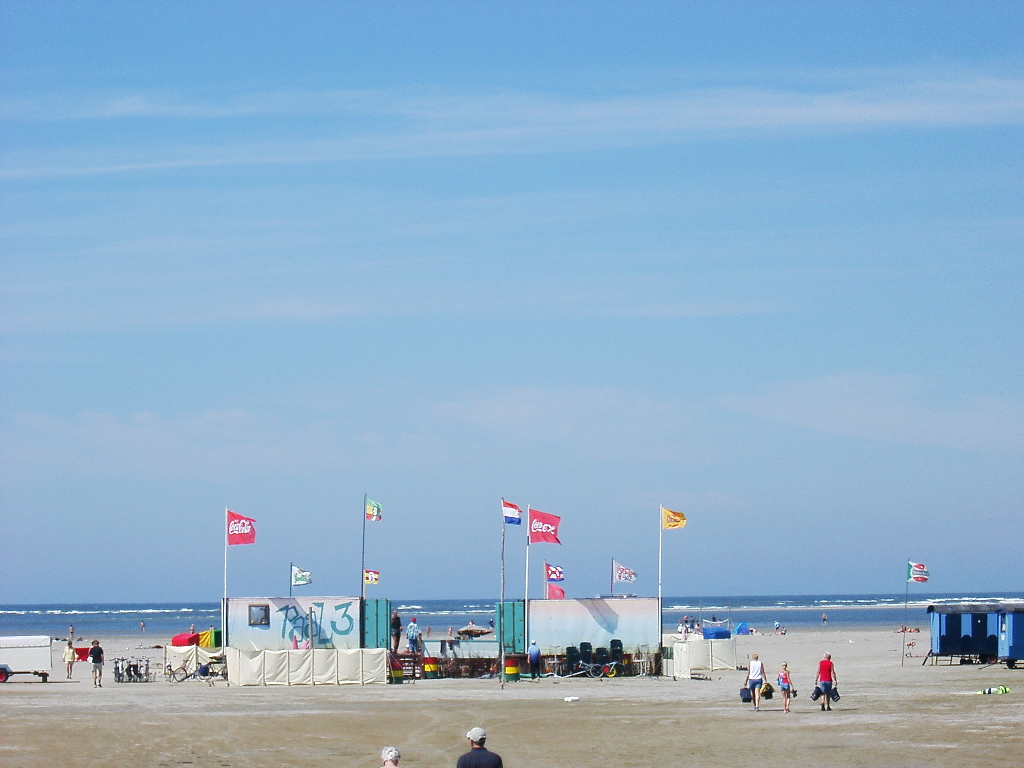
Nyári strandjelenet
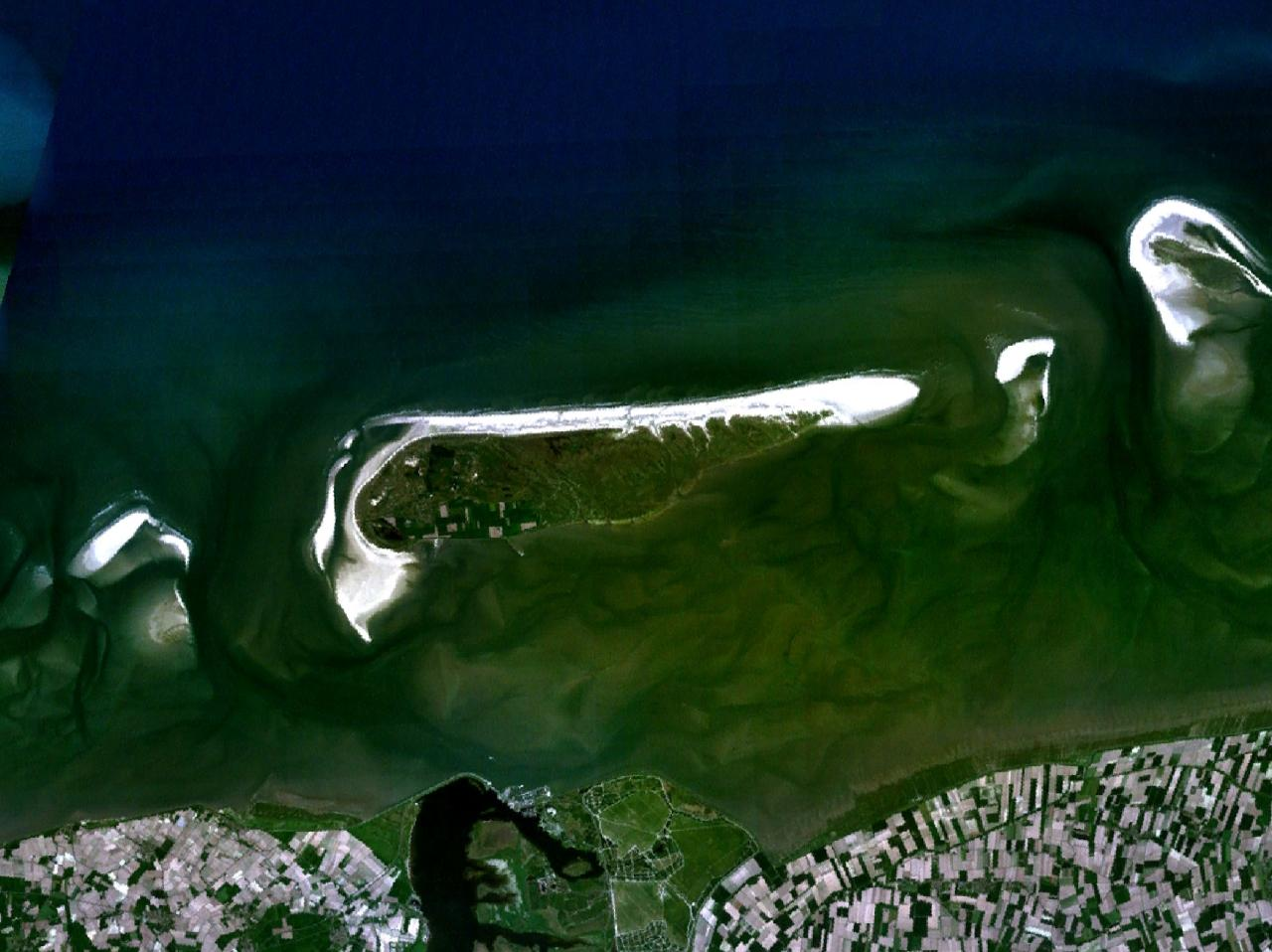
Űrfelvétel a szigetről
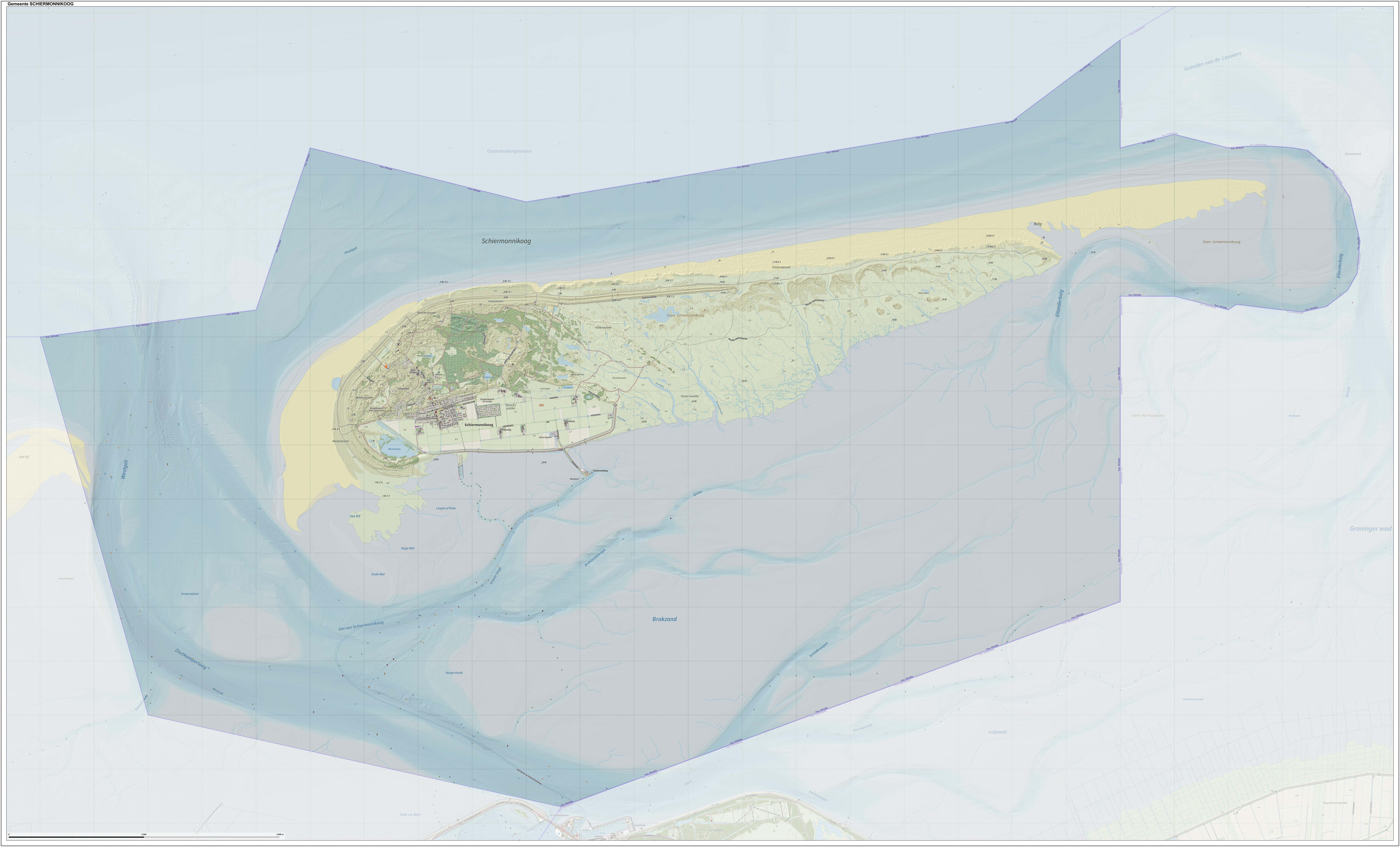
A község topográfiai térképe, 2014. szeptember

## Közigazgatás, politika

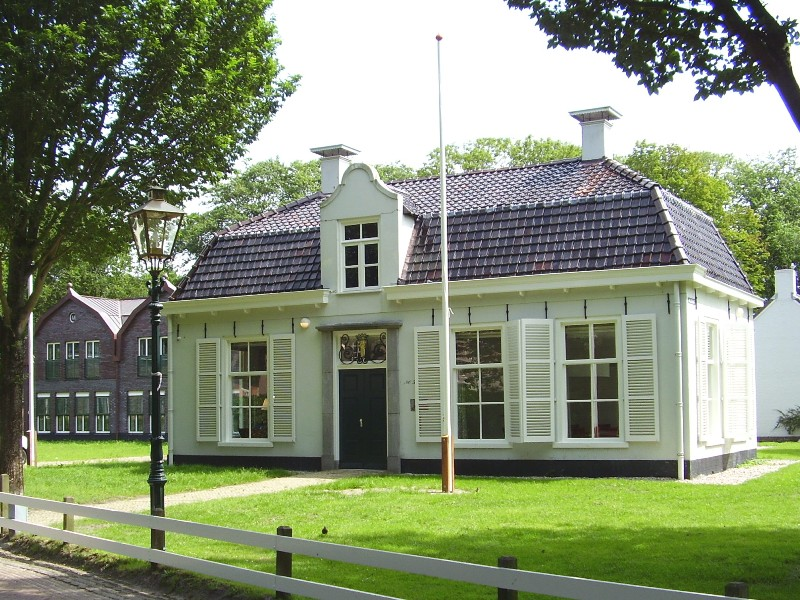
A községháza

| Párt                                    | 1970 | 1974 | 1978 | 1982 | 1986 | 1990 | 1994 | 1998 | 2002 | 2006 | 2010 | 2014 |
| Ons Belang (Schiermonnikoog)            | -    | -    | -    | -    | -    | 1    | 3    | 4    | 3    | 3    | 3    | 4    |
| Christelijke Groepering Schiermonnikoog | 3    | 3    | 3    | 2    | 2    | 2    | 2    | 3    | 3    | 3    | 3    | 2    |
| Democraten Schiermonnikoog 2010         | -    | -    | -    | -    | -    | -    | -    | -    | -    | -    | 1    | 2    |
| Schiermonnikoogs Belang                 | 3    | 3    | 2    | 2    | 1    | 2    | 2    | 1    | 3    | 3    | 2    | 1    |
| Schiermonnikoger Volkspartij            | -    | -    | -    | -    | 1    | 1    | -    | -    | -    | -    | -    | -    |
| Alternatieve Lijst Schiermonnikoog      | 1    | 1    | -    | -    | -    | -    | -    | -    | -    | -    | -    | -    |
| Liberalen Schiermonnikoog               | -    | -    | 2    | 3    | 3    | 1    | 2    | 1    | -    | -    | -    | -    |
| Összesen                                | 7    | 7    | 7    | 7    | 7    | 7    | 9    | 9    | 9    | 9    | 9    | 9    |

## A város híres szülöttei
- Willem de Jong (1872-1918), holland pedagógus és politikus
- Lammert Wiersma (1881-1980), fríz költő
- Jacob Fenenga (1888-1972), fríz hajóskapitány, költő
- Klaas Visser (1891-1959), a Willem Barendsz bálnavadászhajó kapitánya, a sziget díszpolgára
- Pita Grilk (1905-1980), fríz költőnő, verseit a helyi nyelvjárásban írta és publikálta

## Fordítás
- Ez a szócikk részben vagy egészben a Schiermonnikoog című holland Wikipédia-szócikk ezen változatának fordításán alapul.  Az eredeti cikk szerkesztőit annak laptörténete sorolja fel. Ez a jelzés csupán a megfogalmazás eredetét és a szerzői jogokat jelzi, nem szolgál a cikkben szereplő információk forrásmegjelöléseként.